# ベイ50丁目駅
ベイ50丁目駅（ベイ50ちょうめえき、英語: Bay 50th Street）はニューヨーク市地下鉄BMTウェスト・エンド線の駅である。ブルックリン区グレーブセンドのベイ50丁目 - スティルウェル・アベニュー交差点にあり、終日D系統が停車する。ジョン・デューイ高校の前にあり、ニューヨークシティ・トランジット・オーソリティのAdopt-a-Station プログラムの一環で同校の生徒が働いている。

## 駅構造
| P ホーム階 | 相対式ホーム、右側ドアが開く | 相対式ホーム、右側ドアが開く                                   |
| P ホーム階 | 北行緩行線                   | ← ノーウッド-205丁目駅行き（25番街駅）                         |
| P ホーム階 | 混雑方向 急行線              | → 定期列車なし                                                 |
| P ホーム階 | 南行緩行線                   | → コニー・アイランド-スティルウェル・アベニュー駅行き（終点）→ |
| P ホーム階 | 相対式ホーム、右側ドアが開く |                                                                |
| M          | 改札階                       | 改札口、駅員詰所、メトロカード自動券売機                       |
| G          | 地上階                       | 出入口                                                         |

ベイ50丁目駅は相対式ホーム.2面3面の駅で、中央を走る急行線は普段使われていない。 1910年代のデュアル・コントラクツによる路線拡張期にブルックリン・マンハッタン・トランジット（BMT）が建設したウェスト・エンド高架線の一部として1917年に開業した。コニー・アイランド駅への線路は駅の南北に延びている。1960年代に北行ホームは北側、南行ホームは南側にそれぞれ拡張され、コニー・アイランド駅を望むことができる。北行ホームの中央には廃止された信号扱所が残っている（6.1メートル (20 ft) ほど南に近代的な扱所が作られ、機能はそちらに移されている）。駅の南側で急行線は両側の緩行線それぞれと合流している。
2012年に、2009年アメリカ復興・再投資法に基づく資金拠出を受けて改装が行われた。

## ポップカルチャーにて
ベイ50丁目駅は1971年の映画『フレンチ・コネクション』で古典的な尾行シーンの起点として登場した。

## 画像

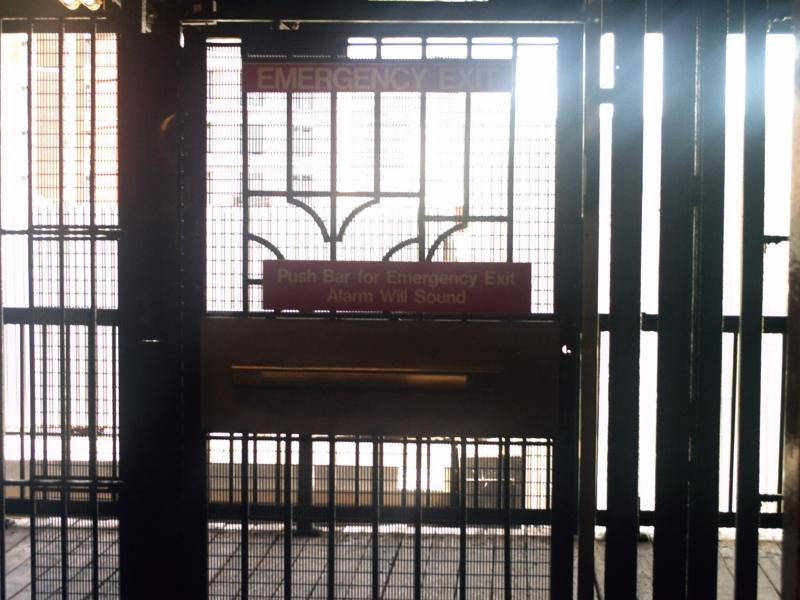
ベイ50丁目駅の南行線側非常口
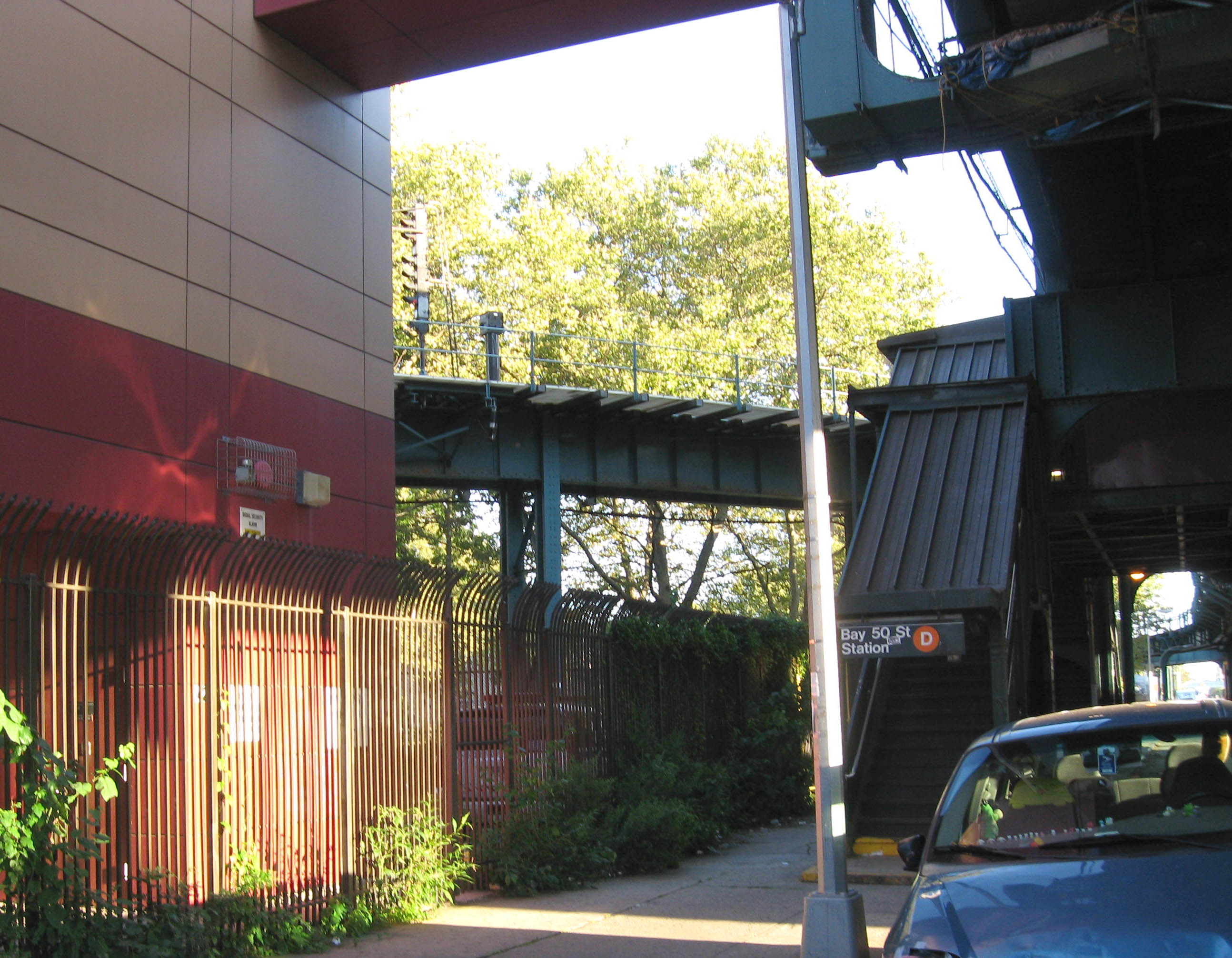
変電所とコニーアイランド車両基地に向かう線路および通りに降りる階段